# Lake No. 1, Minnesota
Lake số 1 (tiếng Anh: Lake No. 1) là một lãnh thổ chưa tổ chức thuộc quận Lake, tiểu bang Minnesota, Hoa Kỳ. Năm 2010, dân số của xã này là 154 người.